# ML-4000
De  ML-4000 was een dieselhydraulische locomotief van de Duitse fabrikant Krauss-Maffei. In totaal zijn er van 1960 tot 1969 37 exemplaren gebouwd: 21 stuks voor Noord-Amerika en 16 stuks voor Brazilië.

## Behoeft aan sterkere locomotieven in Noord-Amerika
In 1959 verbouwde de Electro-Motive Division een aantal GP9-locomotieven voor de Union Pacific Railroad. Het doel was het verhogen van het aantal horsepowers (hp) naar 2000. Dit bracht rivaal Southern Pacific (SP) er toe om ook op zoek te gaan naar sterkere locomotieven. Het goederenvervoer nam toe, en treinen werden steeds langer en zwaarder, maar de SP had onvoldoende trekkracht in huis: soms waren er wel 10 locs nodig om een goederentrein met de gewenste snelheid van A naar B te krijgen. De Amerikaanse fabrikanten konden echter geen geschikte locs met voldoende trekkracht leveren.

## Krauss-Maffei
Daarom besloot de SP om in zee te gaan met de Duitse fabrikant Krauss-Maffei: zij konden namelijk dieselhydraulische locomotieven leveren van maar liefst 4000 hp. De SP bestelde er drie. Ze werden in 1961 afgeleverd in de haven van Houston. Ook de Rio Grande bestelde drie exemplaren, maar ze waren er al snel ontevreden over de resultaten van de locs in de bergen. De drie locs werden verkocht aan de SP.
Omdat de SP aanvankelijk wél tevreden was over de ML-4000, plaatst zij een vervolgorder van 15 stuks. Deze werden in 1964 afgeleverd. Qua uiterlijk weken deze locs af van de eerste serie.

## Vroegtijdig uit de dienst gehaald
Het succesverhaal was echter van korte duur. De ML-4000 bleek toch niet erg goed te voldoen op de spoorlijnen in de bergen; de locomotieven werden daarom op laaglandtrajecten ingezet. Het personeel was ook niet erg blij met deze locs. Het onderhoud van de locs was daarbij relatief ingewikkeld. Hoewel er geen grote defecten zijn geweest, waren er toch wel wat technische mankementen. In ieder geval was het voor de SP genoeg om er een streep onder te zetten: de Krauss-Maffei’s werden al in 1968 uit de dienst gehaald.
De aanschaf van de ML-4000 had overigens de Amerikaanse fabrikanten wel aangespoord om sterkere locomotieven te bouwen. Met de SD40, SD45 en U33C kreeg de SP alsnog de trekkracht waar het naar op zoek was geweest.

## Camera Car
De SP besloot om een van de afgedankte locomotieven om te bouwen en te voorzien van een camera. Hiermee konden ze opnames maken van de spoortrajecten; deze opnames werden gebruikt voor de treinsimulator waarin machinisten werden opgeleid. De locomotief kon echter niet meer zelf rijden en werd voortgeduwd door een andere loc. Een van de twee transmissies was nog wel intact gelaten, net als de beide Maybachmotoren, maar alles was onklaar gemaakt. De besturing was wel gehandhaafd, zodat het mogelijk was om de duwende loc te besturen vanuit de Camera Car.
In 1984 is de Camera Car uit de dienst gehaald. Twee jaar later schonk de SP de loc aan het spoorwegmuseum in Sacramento. De restauratieplannen mislukten echter en de machine stond jarenlang in de buitenlucht weg te roesten. In 2008 is de loc overgenomen door de Niles Canyon Railway, een museumspoorlijn. Zij willen de locomotief zo veel mogelijk restaureren in de oorspronkelijke staat.

## Brazilië
De Braziliaanse spoorwegmaatschappij EFVM bestelde van 1966 tot 1969 een aantal van 16 stuks. Deze werden ingezet op het meterspoor van deze maatschappij. De locomotieven werden nog tot in de jaren 80 ingezet.